# Family Guy: The XXX Parody
Family Guy: The XXX Parody ist eine US-amerikanische Porno-Parodie der Cartoonserie Family Guy.

## Handlung
Der Film dreht sich um das Sexualverhalten bekannter Charaktere aus Family Guy. So macht sich zum Beispiel Quagmire an Megan heran, es wird das Privatleben von Cleveland gezeigt oder wie Joe Geschlechtsverkehr hat. Dabei werden Zwischensequenzen wie das Reden der 4 Männer in einer Kneipe oder Familiendiskussionen gezeigt. Außerdem werden Anspielungen im Stil der Serie gemacht und bekannte Charaktere wie der Hahn, Wolverine oder Ron Jeremy treten auf.

## Produktion und Veröffentlichung
Der Film wurde gemäß IMDb von Full Spread Entertainment produziert und vertrieben. Regie führte Lee Roy Myers und das Drehbuch schrieb er mit Ivory Lumber zusammen. Erstmals wurde der Film am 6. März 2012 veröffentlicht. Gedreht wurde in Los Angeles. Er war oder ist in einschlägigen Portalen als DVD oder Video on Demand erhältlich.